# Everest (Software)
Everest (vom Hersteller Lavalys „EVEREST“ geschrieben) ist ein verbreitetes System-, Diagnose- und Benchmark-Programm für Windows-Betriebssysteme und kompatible und der Nachfolger von AIDA32. Der Nachfolger von Everest ist AIDA64.

## Details

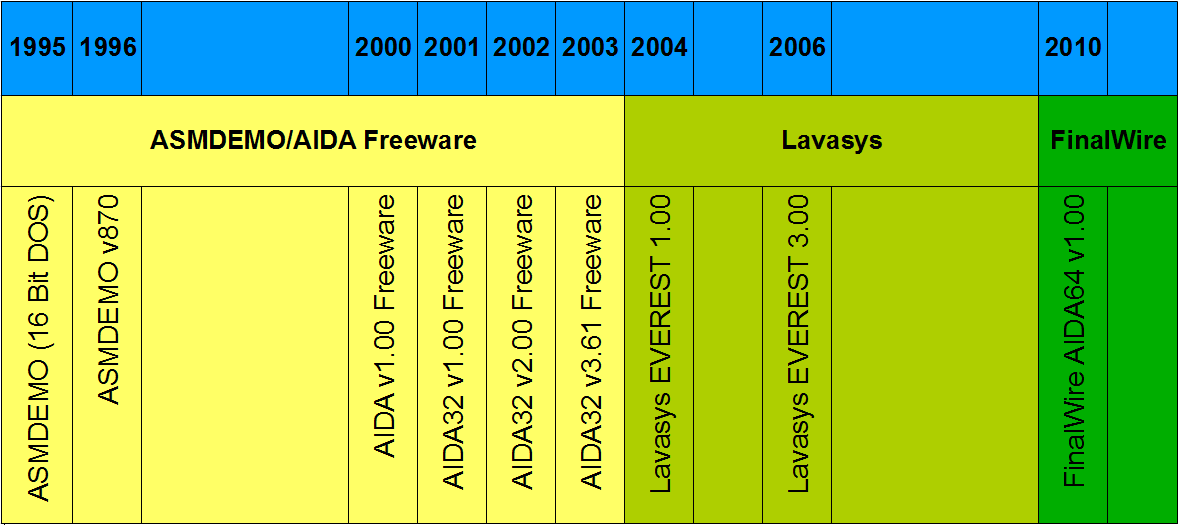
Die Entwicklung des Namens der Software

AIDA32 wurde von dem Ungarn Tamas Miklos entwickelt und mehrere Jahre lang als Freeware angeboten. Im März 2004 wurde die Entwicklung von AIDA32 gestoppt, das Programm umbenannt und unter dem neuen Namen EVEREST kostenpflichtig von der kanadischen Firma Lavalys vermarktet, während die Entwicklung weiterhin in Ungarn stattfand. 
Das Programm Everest konnte System- und Übertaktungsinformationen sowie Hardwareeigenschaften anzeigen und verfügte über ein Diagnosemenü, um Hardwareprobleme anzeigen und lösen zu können.
Im Oktober 2010 erschien AIDA64 als Weiterentwicklung und EVEREST wurde eingestellt. Im November 2010 übernahm die neu formierte FinalWire Ltd. mit Sitz in Ungarn und unter Führung von Tamas Miklos alle Softwarerechte an EVEREST und führt nun die Produktpalette unter dem Namen AIDA64 fort.

## Versionen
Neben der „Everest Home Edition“ gab es am 1. November 2006 zwei Ausgaben von Everest:
- Corporate Edition
- Ultimate Edition

Die Everest Home Edition war bis zur Version 2.20 für die private Nutzung kostenfrei. Ab der Version 2.50 wurde die Freeware- in eine Shareware-Lizenz geändert.
Die Corporate Edition beinhaltet eine Netzwerkprüfung sowie die Möglichkeit einer Fernsteuerung und einer Anbindung an SQL-Datenbanken. Der Ultimate Edition fehlen die Netzwerk-, Datenbank- und Fernsteuerungsfähigkeiten, hat dafür aber ein paar mehr Diagnose-Tools.

## Systemanforderungen
Lavalys Everest läuft auf allen 32- und 64-Bit-Windows-Systemen. Die im Netz immer noch weit verbreitete letzte Freeware-Version 2.20 von Everest Home ist allerdings unter Windows Vista 64-Bit-Versionen in ihren Funktionalitäten zur Hardware-Erkennung stark eingeschränkt, da der unsignierte Treiber, den Everest Home dafür benötigt, unter Vista 64-Bit nicht installierbar ist. Die offizielle Website für Everest gibt als Minimum einen 486-Prozessor mit 32 MB RAM an.

## Funktionen

### Basisfunktionen
- Low-level Hardware Information
- Software- und Betriebssysteminformationen
- Sicherheitsbezogene Informationen
- DirectX Informationen mit Direct3D-Beschleunigung
- Diagnosemodule, die die Fehlersuche erleichtern
- Tweaking-Funktionen

### Benchmarking-Funktionen
- zehn Benchmark-Module zum Messen: CPU, FPU und Speicherperformance
- Benchmark-referenz resultiert aus einem Vergleich zu anderen Systemen
- Cache & Memory Benchmark Suite
- Festplatten-, optisches Laufwerks- und Wechseldatenträger-Benchmarking mit RAID-Unterstützung

### Andere Funktionen
- Unterstützung von Dual-Core- und Quad-Core-Intel Core 2 Prozessoren (seit Version 3.50)
- ATI-Crossfire- und Nvidia-SLI-Information (seit Version 3.50)
- Unterstützung von Hardwaremonitoring-Software von Dritten
- Uptime- und Downtime-Statistik mit Zähler von kritischen Fehlern
- Monitor Diagnostics, um die Eigenschaften von CRT- und LC-Displays zu checken
- Hardware Monitoring, um die Systemtemperaturen und Spannungen im Info-Bereich oder OSD anzuzeigen
- Speichern von Temperatur, Spannung und Lüfterdrehzahl in einer Logdatei im HTML- und CSV-Format
- Unterstützung für Festplatten-Diagnose-Funktionen, wie z. B. SMART
- Hardwareinformation-Datenbank
- Overclocking-Information
- Unterstützung vieler Sprachen
- keine Installation oder Setup benötigt (siehe auch Portable Software)